# Claudio José Domingo Brindis de Salas y Garrido
Claudio José Domingo Brindis de Salas y Garrido (L'Havana, Cuba, 1852 - Buenos Aires, Argentina, 1 de juny de 1911) fou un músic i violinista cubà. Conegut com el «Paganini negroe», fou considerat el millor violinista de la seva època, també anomenat "El rey de
las octavas".
Aprengué les primeres nocions musicals amb el seu pare Brindis de Salas Monte (1800-1972) i després amb el belga resident a Cuba Joseph Vandergutch i amb deu anys es presentà com a concertista en públic, assolint grans aplaudiments. Després anà a França, on passà a estudiar al Conservatori de París, on tingué com a professors a Dancla i Camillo Sivori. Guanyant primer un accèssit i després el primer premi. Acabats els seus estudis inicià una gira per Europa on fou aplaudit arreu de les sales en que i hi donà concerts. Més tard fou director del conservatori d'Haití, el qual abandonà després d'haver-lo organitzat, i va recórrer donant concerts a l'Amèrica Central, Veneçuela i Mèxic.
El seu estil quelcom incorrecte, la seva execució extraordinària i la facilitat en que vencia les majors dificultats de mecanisme li valgueren els adjectius mencionats al principi.